# Aces High Cuby
Le Aces High Cuby est un monoplan de tourisme à aile haute contreventée et train classique fixe, apparu sur le marché en 1983. Le fuselage est en tubes d’acier soudés, la voilure a une structure en aluminium et l’ensemble est entoilé. Environ 200 exemplaires furent vendus en kit jusqu'à la disparition de Aces High Light Aircraft dans les années 1990 une cinquantaine semblent toujours voler aux États-Unis et au Canada en 2006. Il fallait entre 200 et 350 heures pour monter l’appareil, qui fut  proposé en deux versions :
- Cuby I, monoplace
- Cuby II, biplace côte à côte en double commande.

Cet appareil était étudié pour recevoir deux flotteurs en catamaran...sous réserve de disposer d'un moteur de 65 ch, le Rotax 503 de 52 ch standard étant satisfaisant pour les opérations sur pistes terrestres.